# Three-Slice-Nunatak
Der Three-Slice-Nunatak (von englisch three slice ‚drei Scheiben‘;  in Chile gleichbedeutend Nunatak Tres Tajadas) ist ein markanter Nunatak von 500 m Höhe, der die vereiste nordöstliche Landspitze der Joerg-Halbinsel an der Bowman-Küste des Grahamlands überragt. Diese unverwechselbare Landmarke in Form eines gezähnten Bergrückens ist abgesehen von den drei namengebenden vertikalen Felswänden verschneit.
Entdeckt und benannt wurde die Formation von Wissenschaftlern der East Base bei der United States Antarctic Service Expedition (1939–1941), die im Jahr 1940 geodätische Vermessungen in diesem Gebiet unternahmen.